# Список пенитенциарных учреждений Висконсина
Список пенитенциарных учреждений Висконсина составлен по материалам исправительного департамента штата, Федерального бюро тюрем, Бюро юридической статистики США и частных операторов тюрем.
По состоянию на конец 2011 года в пенитенциарных учреждениях штата содержалось 22,654 заключённых (в 2010 году — 22,729, в 2009 году — 23,165). Исправительный департамент Висконсина управляет 20 тюрьмами для взрослых, 16 исправительными центрами и двумя учреждениями для несовершеннолетних. Также в штате расположена федеральная тюрьма.  
| Название учреждения                                                                                       | Тип и режим учреждения                          | Месторасположение | Примечания |
| Учреждение программы безопасности Висконсина (англ. Wisconsin Secure Program Facility)                    | Тюрьма штата максимального уровня безопасности  | Боскобел          | Тюрьма открылась в 1999 году, вместимость — 0,5 тыс. заключённых, специализируется на содержании преступников, которые представляют угрозу для охранников и других обитателей тюремной системы штата, имеется подсобное хозяйство.                                                        |
| Исправительное учреждение Додж (англ. Dodge Correctional Institution)                                     | Тюрьма штата максимального уровня безопасности  | Уопан             | Тюрьма открылась в 1978 году, вместимость — до 1,2 тыс. заключённых, имеются центр приёма и классификации, тюремная больница (с мужским и женским секторами). |
| Исправительное учреждение Уопана (англ. Waupun Correctional Institution)                                  | Тюрьма штата максимального уровня безопасности  | Уопан             | Тюрьма открылась в 1851 году, вместимость — до 0,9 тыс. заключённых, имеются блок полной изоляции, сектор психически больных. |
| Исправительное учреждение Грин-Бей (англ. Green Bay Correctional Institution)                             | Тюрьма штата максимального уровня безопасности  | Грин-Бей          | Тюрьма открылась в 1898 году, вместимость — до 0,8 тыс. заключённых, имеются блок полной изоляции, часовня, промышленное производство, школа и классы профессионально-технического образования.                                                                                           |
| Исправительное учреждение Коламбия (англ. Columbia Correctional Institution)                              | Тюрьма штата максимального уровня безопасности  | Портидж           | Тюрьма открылась в 1986 году, вместимость — более 0,8 тыс. заключённых, имеются сектор минимального уровня безопасности, часовня, промышленное производство, школа и классы профессионально-технического образования.                                                                     |
| Исправительное учреждение Тайчида (англ. Taycheedah Correctional Institution)                             | Тюрьма штата                                    | Фон-дю-Лак        | Тюрьма открылась в 1921 году, вместимость — до 0,8 тыс. заключённых (женщин), имеются центр приёма и классификации, сектора максимального и среднего уровней безопасности, блок полной изоляции, тюремная больница, классы профессионально-технического образования, подсобное хозяйство. |
| Исправительное учреждение Фокс-Лейка (англ. Fox Lake Correctional Institution)                            | Тюрьма штата среднего уровня безопасности       | Фокс-Лейк         | Тюрьма открылась в 1962 году, имеются промышленное производство, школа, классы профессионально-технического образования, часовня. |
| Исправительное учреждение Джексон (англ. Jackson Correctional Institution)                                | Тюрьма штата среднего уровня безопасности       | Блек-Ривер-Фоллс  | Тюрьма открылась в 1996 году, вместимость — более 0,8 тыс. заключённых, имеются транзитный сектор, промышленное производство, классы профессионально-технического образования и школа. |
| Исправительное учреждение Кеттл-Морейн (англ. Kettle Moraine Correctional Institution)                    | Тюрьма штата среднего уровня безопасности       | Гленбола          | Тюрьма открылась в 1962 году, вместимость — до 0,8 тыс. заключённых, имеются классы профессионально-технического образования. |
| Учреждение безопасного заключения Милуоки (англ. Milwaukee Secure Detention Facility)                     | Тюрьма штата среднего уровня безопасности       | Милуоки           | Тюрьма открылась в 2001 году (выполняет функции городской тюрьмы), вместимость — более 1 тыс. заключённых, имеются мужской и женский сектора, сектор лечения наркоманов и алкоголиков, транзитный блок.                                                                                   |
| Исправительное учреждение Нью-Лисбона (англ. New Lisbon Correctional Institution)                         | Тюрьма штата среднего уровня безопасности       | Нью-Лисбон        | Тюрьма открылась в 2004 году, вместимость — до 1 тыс. заключённых, имеются блок полной изоляции и школа. |
| Исправительное учреждение Ошкоша (англ. Oshkosh Correctional Institution)                                 | Тюрьма штата среднего уровня безопасности       | Ошкош             | Тюрьма открылась в 1986 году, вместимость — более 1,5 тыс.заключённых. |
| Исправительное учреждение Прери-ду-Шина (англ. Prairie du Chien Correctional Institution)                 | Тюрьма штата среднего уровня безопасности       | Прери-ду-Шин      | Тюрьма открылась в 1997 году, вместимость — более 0,5 тыс.заключённых. |
| Исправительное учреждение Расина (англ. Racine Correctional Institution)                                  | Тюрьма штата среднего уровня безопасности       | Стуртевант        | Тюрьма открылась в 1991 году, вместимость — более 1 тыс.заключённых, имеется подсобное хозяйство. |
| Исправительное учреждение юных преступников Расина (англ. Racine Youthful Offender Correctional Facility) | Тюрьма штата среднего уровня безопасности       | Расин             | Вместимость — до 0,5 тыс.заключённых, специализируется на содержании преступников в возрасте от 15 до 24 лет, имеются блок полной изоляции и часовня. |
| Исправительное учреждение Редгранита (англ. Redgranite Correctional Institution)                          | Тюрьма штата среднего уровня безопасности       | Редгранит         | Тюрьма открылась в 2001 году, вместимость — до 0,8 тыс.заключённых. |
| Исправительное учреждение Стэнли (англ. Stanley Correctional Institution)                                 | Тюрьма штата среднего уровня безопасности       | Стэнли            | Тюрьма открылась в 2003 году, вместимость — более 1,5 тыс.заключённых. |
| Исправительно-лечебное учреждение Чиппева-Вэлли (англ. Chippewa Valley Correctional Treatment Facility)   | Тюрьма штата минимального уровня безопасности   | Чиппева-Фоллс     | Тюрьма открылась в 2004 году, вместимость — до 0,5 тыс. заключённых, специализируется на лечении наркоманов и алкоголиков. |
| Исправительное учреждение Окхилл (англ. Oakhill Correctional Institution)                                 | Тюрьма штата минимального уровня безопасности   | Орегон            | Тюрьма открылась в 1976 году, вместимость — более 0,3 тыс. заключённых, под управлением учреждения находится спецблок максимального уровня безопасности в госпитале Висконсинского университета в Мадисоне.                                                                               |
| Переходное учреждение Стуртеванта (англ. Sturtevant Transitional Facility)                                | Тюрьма штата                                    | Стуртевант        | Тюрьма открылась в 2003 году, вместимость — более 0,3 тыс.заключённых (выполняет функции окружной тюрьмы), имеются сектора максимального и минимального уровней безопасности, выездных работ.                                                                                             |
| Женский исправительный центр Милуоки (англ. Milwaukee Women's Correctional Center)                        | Тюрьма штата минимального уровня безопасности   | Милуоки           | Тюрьма открылась в 2003 году, вместимость — 0,1 тыс. заключённых (женщин), специализируется на лечении алкоголиков и наркоманов, имеется сектор выездных работ. |
| Исправительный центр Роберта Эллсуорта (англ. Robert E. Ellsworth Correctional Center)                    | Тюрьма штата минимального уровня безопасности   | Юнион-Гроув       | Тюрьма открылась в 1989 году, вместимость — 0,25 тыс. заключённых (женщин), имеется сектор выездных работ. |
| Исправительный центр Джона Берка (англ. John C. Burke Correctional Center)                                | Тюрьма штата минимального уровня безопасности   | Уопан             | Тюрьма открылась в 1990 году, вместимость — 0,25 тыс. заключённых, имеется сектор выездных работ. |
| Исправительный центр Блек-Ривер (англ. Black River Correctional Center)                                   | Тюрьма штата минимального уровня безопасности   | Блек-Ривер-Фоллс  | Вместимость — более 0,1 тыс. заключённых. |
| Исправительный центр для злоупотребляющих наркотиками (англ. Drug Abuse Correctional Center)              | Тюрьма штата минимального уровня безопасности   | Виннебаго         | Вместимость — 0,3 тыс. заключённых, специализируется на лечении наркоманов. |
| Исправительный центр Фелмерса Чейни (англ. Felmers O. Chaney Correctional Center)                         | Тюрьма штата минимального уровня безопасности   | Милуоки           | Тюрьма открылась в 2000 году, вместимость — 0,05 тыс. заключённых, имеется сектор выездных работ. |
| Исправительный центр Фламбо (англ. Flambeau Correctional Center)                                          | Тюрьма штата минимального уровня безопасности   | Хоукинс           | Тюрьма открылась в 1954 году, вместимость — 0,08 тыс. заключённых, имеется сектор выездных работ. |
| Исправительный центр Гордона (англ. Gordon Correctional Center)                                           | Тюрьма штата минимального уровня безопасности   | Гордон            | Тюрьма открылась в 1932 году, вместимость — 0,08 тыс. заключённых, имеется сектор выездных работ. |
| Исправительный центр Кеноши (англ. Kenosha Correctional Center)                                           | Тюрьма штата минимального уровня безопасности   | Кеноша            | Тюрьма открылась в 1990 году, вместимость — более 0,1 тыс. заключённых, имеется сектор выездных работ. |
| Исправительный центр Маршалла Шеррера (англ. Marshall E. Sherrer Correctional Center)                     | Тюрьма штата минимального уровня безопасности   | Милуоки           | Тюрьма открылась в 1981 году, вместимость — 0,06 тыс. заключённых, имеется сектор выездных работ. |
| Исправительный центр Макногтон (англ. McNaughton Correctional Center)                                     | Тюрьма штата минимального уровня безопасности   | Лейк-Томахоук     | Тюрьма открылась в 1956 году, вместимость — 0,1 тыс. заключённых, имеется сектор выездных работ. |
| Исправительный центр Орегона (англ. Oregon Correctional Center)                                           | Тюрьма штата минимального уровня безопасности   | Орегон            | Тюрьма открылась в 1928 году, вместимость — более 0,1 тыс. заключённых, имеется сектор выездных работ. |
| Исправительный центр Сенджера Пауэрса (англ. Sanger B. Powers Correctional Center)                        | Тюрьма штата минимального уровня безопасности   | Онейда            | Тюрьма открылась в 1982 году, вместимость — более 0,1 тыс. заключённых, имеется сектор выездных работ. |
| Исправительный центр Сен-Круа (англ. St. Croix Correctional Center)                                       | Тюрьма штата минимального уровня безопасности   | Нью-Ричмонд       | Тюрьма открылась в 1978 году. |
| Исправительный центр Томпсона (англ. Thompson Correctional Center)                                        | Тюрьма штата минимального уровня безопасности   | Дирфилд           | Тюрьма открылась в 1942 году, вместимость — более 0,1 тыс. заключённых, имеется сектор выездных работ. |
| Исправительный центр Виннебаго (англ. Winnebago Correctional Center)                                      | Тюрьма штата минимального уровня безопасности   | Виннебаго         | Тюрьма открылась в 1974 году, вместимость — 0,25 тыс. заключённых, имеется сектор выездных работ. |
| Школа Линкольн-Хиллс (англ. Lincoln Hills School)                                                         | Учреждение штата для несовершеннолетних         | Ирма              | Учреждение открылось в 1970 году, имеются центр приёма и классификации, секторы для мальчиков и девочек (школа для девочек Коппер-Лейк), кадетский лагерь. |
| Подростковый лечебный центр Мендота (англ. Mendota Juvenile Treatment Center)                             | Учреждение штата для несовершеннолетних         | Мадисон           | Учреждение открылось в 1995 году, находится в ведении Департамента здравоохранения и семьи штата, но управляется Исправительным департаментом Висконсина, вместимость — 0,03 тыс. человек, специализируется на лечении психических расстройств.                                           |
| Федеральное исправительное учреждение Оксфорда (англ. FCI Oxford)                                         | Федеральная тюрьма среднего уровня безопасности | Оксфорд           | При учреждении имеется тюремный лагерь минимального уровня безопасности. |

|               |                |                 |                 |                                           |
| Тюрьма Расина | Тюрьма Тайчида | Тюрьма Коламбия | Тюрьма Грин-Бей | Учреждение безопасного заключения Милуоки |